# Abadia dos Dourados
Abadia dos Dourados es un municipio brasileño del estado de Minas Gerais. Su población estimada en 2018 era de 6.972 habitantes.

## Historia
Su fundación está íntimamente ligada al movimiento de mineros que llegaron allí alrededor del siglo XIX con las notícias de depósitos de diamantes en las márgenes del río Dourado y de la fertilidad de las tierras. Juntamente, vinieron agricultores y otros que se establecieron en el lugar.
Se construyeron casas en número creciente, mientras que las dos actividades básicas (minería y agricultura) impulsaron el desarrollo del poblado.
La primera capilla en ser erguida en el lugar fue dedicada a Nuestra Señora de la Abadía, que, en virtud de los milagros a ella atribuidos, en Vila da Romaria, el pueblo la proclamó patrona de la nueva localidad. En 1862 fue elevada a la categoría de distrito con el nombre de Nuestra Señora d'Abadia, teniendo como primer párroco al Padre Manoel Luis Mendes.
El primer topónimo fue Festival del Garimpo, y posterior a la construcción de la capilla de Nuestra Señora de la Abadía y debido a la proximidad del Río Dourados, fue cambiado a su nombre definitivo de Abadia dos Dourados. Incluso bajo la evolución rápida del poblado, aún hoy se sustenta en las mismas bases de su origen. El terreno en el que fue construido,  patrimonio de la Parroquia fue fundado en 1886, fueron donados por las Familias Arrudas y Esteves dos Santos, en esa Época, el nombre del distrito ya había sido cambiado a Abadia dos Dourados; En 1949, ya era municipio, desmembrado de Coromandel. El primer prefeito de Abadia, después del desmembramiento de Coromandel, fue Calil Porto, siendo que hay en la plaza principal un busto en homenaje al mismo.
El actual prefecto es el pecuarista Isvaldino de Assunção, el cual ejerce su cuarto mandato. Fue elegido en 1992 para el período 1993/1996, habiendo renunciado, por acuerdo político previo, en 01/01/1995. En esa ocasión, asumió el entonces vice-prefecto Alfredo Paiva. Isvaldino también fue elegido posteriormente en 2000 (2001/2004), 2004 (2005/2008) y 2012 (2013/2016).
Hecho Histórico importante de Abadia que merece investigación. Segundo Laerte Esteves dos Santos, bisnieto del fundador de la ciudad, Manoel Esteves dos Santos, su bisabuelo era amigo íntimo de Tiradentes, quién era forajido de São João Del Rei para la Abadia dos Dourados, y como el trajo innumerables Cartas de Tiradentes. Estas Cartas estaban en un Baúl de metal que fue enterrado por alrededor del año 1965, por el abuelo del Sr. Laerte, en una localidad próxima de la Ciudad. Los Sres. Sebastião Vilela y Zico Esteves, que descubrirían el local, y en ese hecho la nieta del Sr. Laerte estaba presente cuando su abuelo enterró el Baúl. Ella misma mostró la localidad al Sr. Laerte y el Sr. Zico, como ya han pasado varios años que el Baúl fue enterrado, solamente como una búsqueda de Arqueología y con bastante Calma se podrá encontrar esa Joya Cultural.

## Base Económica
Actualmente el municipio tiene como principal actividad económica la agropecuaria (destacándose la ganadería lechera y el cultivo de maíz y soja) y la industria de cerámica (fabricación de telas y tejidos para la construcción civil), habiendo de esta última cuatro unidades de grande y medio porte que absorben una considerable mano de obra. La laguna de la represa de Emborcação, formada por las águas embalzadas del río Paranaíba, es un importante lugar de atracción turística.

## Datos Geográficos y Demográficos
Poblaciónaproximadamente 6427 Hab. (2000)
- 3743 zona urbana y 2684 zona rural.
- 3309 hombres y 3118 mujeres.
- 5072 electores.

Relieve
-Principalmente montañoso (45 %) y ondulado (35 %), apenas un 20 % es plano.
-Altitud media (en el municipio) = 741m
- Altitud Máxima = 989m (Serra Danta)
- Altitud Mínima = 660m (Represa Emborcação)

Temperaturas
- Media Anual de 20,7 °C (Variando entre médias de 27,9 °C y 14,8 °C durante el Año.)

Localización GeográficaSe encuentra en la bahía del Río Paranaíba.
Frontera
- Al norte : Estado de Goiás
- Al sur: Monte Carmelo
- Al este: Coromandel
- Al oeste: Douradoquara.

## Las principales ríos
- Río Dourados
- Río Preto
- Río Paranaíba

## Distancia a los principales centros (km)
- Belo Horizonte: 502.
- Río de Janeiro: 920.
- São Paulo: 680.
- Brasília: 430.
- Vitória: 1.040.
- Uberlândia: 145.
- Araguari: 125.

## Transporte
Carretera.
Las principales carreteras que sirven de acceso a Belo Horizonte:
BR-381, BR-262, MG-187, MG-230, BR-365, MG-223, MG-190.
Las principales carreteras que sirven al municipio:
BR-352, MG-188, MG-190.
Aéreo.
Posee pista de aterrizaje para pequeños aviones.

## Servicios públicos
Comunicaciones
- Teléfono Fijo: Telemar
- Celular: OI
- Emisora de Rádio: 1 (2006)

Agua y Residuos cloacalesCOPASA.
Energía EléctricaCemig
Salud1 Hospital (capacidad: 42 Camas) y 2 Puestos de Salud

## Educación
Posee escuelas en la rede
- Estatal (Últimos años del Escuela primaria, Escuela secundaria y Complementaria)
- Municipal (Guardería, Preescolar, Primeros años del Escuela primaria)
- Privada (Educación Especial)

Número de alumnos matriculados (censo escolar 2006)
- 48 Guarderías (Red Municipal)
- 70 Preescolar (Red Municipal)
- 1005 Escuela primaria (555 Municipal, 450 Estatal)
- 217 Escuela secundaria (Todos en la Red Estatal)
- 40 Educación Especial (Red Privada)
- 90 Educación de Jóvenes y Adultos - Complementaria (Todos en la Red Estatal)

## Eventos culturales anuales
- Fiesta del Peón: Final de mayo e inicio de junio
- Fiesta de Nuestra Señora de la Abadía: Mes de agosto

Feriado Municipal:
- 15 de agosto (Nuestra Señora de la Abadía).